# Le Vétéran (film)
Pour plus de détails, voir Fiche technique et Distribution.
Le Vétéran ou Le Protecteur au Québec (The Marksman) est un thriller américain coécrit et réalisé par Robert Lorenz et sorti en 2021.

## Synopsis
Jim Hanson (Liam Neeson) mène une vie tranquille. Cowboy et éleveur, ancien Marine et vétéran de la guerre du Viêt Nam, il vit seul dans son ranch à la frontière entre l'Arizona et le Mexique.
Lorsque Rosa (Teresa Ruiz) et Miguel, son fils de onze ans, franchissent illégalement la frontière poursuivis par un groupe d'hommes armés, Hanson s'interpose. Mais Rosa est mortellement blessée et lui demande de veiller sur son fils.
Hanson accepte, contre l'avis de sa fille policière, Sarah Pennington (Katheryn Winnick), qui découvre que les tueurs font partie d'un cartel de la drogue dirigé par Mauricio (Juan Pablo Raba (en)).
Et bientôt celui-ci franchira aussi la frontière, à la recherche de Miguel.

## Fiche technique
- Titre original : The Marksman
- Titre de travail : The Minuteman
- Titre français : Le Vétéran
- Titre québécois : Le Protecteur
- Réalisation : Robert Lorenz
- Scénario : Chris Charles, Danny Kravitz et Robert Lorenz
- Musique : Sean Callery
- Direction artistique : Gregory G. Sandoval
- Décors : Charisse Cardenas
- Costumes : Peggy Stamper
- Photographie : Mark Patten
- Montage : Luis Carballar
- Production : Tai Duncan, Mark Williams, Warren Goz, Eric Gold et Robert Lorenz
- Sociétés de production : Raven Capital Management, Sculptor Media, Zero Gravity Management et Voltage Pictures
- Sociétés de distribution : Open Road Films / Briarcliff Entertainment (États-Unis) ; SND Groupe M6 (France)
- Pays de production :  États-Unis
- Langue originale : anglais
- Format : couleur — 2,35:1
- Genre : action, thriller
- Durée : 108 minutes
- Dates de sortie :
  - États-Unis : 15 janvier 2021
  - France : 7 janvier 2022 (sur Canal+), 31 janvier 2022 (en VOD)

## Distribution
- Liam Neeson (VF : Frédéric van den Driessche ; VQ : Éric Gaudry) : Jim Hanson
- Katheryn Winnick (VF : Céline Mauge ; VQ : Pascale Montreuil) : Sarah Pennington
- Juan Pablo Raba (en) (VF : Marc Saez ; VQ : Pierre-Yves Cardinal) : Mauricio
- Teresa Ruiz (VF : Daniela Labbé-Cabrera) : Rosa
- Jacob Perez (VQ : Raphaël Bleau) : Miguel
- Dylan Kenin : Randall Brenan
- Luce Rains (VF : Emmanuel Karsen) : Everett Crawford
- Amber Midthunder : employée à la station-service

 Source et légende : version française (VF) sur RS Doublage 

 Source et légende : version québécoise (VQ) sur Doublage.qc.ca

## Production
Le film, initialement intitulé The Minuteman, est annoncé en mai 2019 avec Liam Neeson dans le rôle principal,,,. En septembre 2019, Katheryn Winnick et Juan Pablo Raba (en) rejoignent la distribution,,.
Le tournage a lieu à Lorain dans l'Ohio, en septembre 2019, ainsi que dans le comté de Portage, et Chardon également dans l'Ohio. Quelques scènes sont tournées au Nouveau-Mexique,. Les prises de vues s'achèvent en octobre 2019.